# شرف أباد (كوثر)
شرف‌ أباد هي قرية في مقاطعة كوثر، إيران. عدد سكان هذه القرية هو 40 في سنة 2006.